# Pastora Peña
Pastora Peña Martínez-Illescas (Madrid, 24 de juliol de 1920-Ibídem, 10 d'octubre de 2003) va ser una actriu espanyola de teatre i cinema.

## Biografia
És filla dels actors Luis Peña Sánchez i Eugenia Martínez-Illescas, i germana de l'actor Luis Peña. El fet que la seva família treballés al món del teatre la va portar a debutar amb només tres anys, a l'obra Casa de nines, d'Henrik Ibsen. Va formar part de diverses companyies de teatre, com la de Catalina Bárcena o la de Josefina Díaz de Artigas, actuant en obres com ara Mariana Pineda (1927), o La zapatera prodigiosa (1930), ambdues de García Lorca.
S'estrena al món del cinema amb Crisis mundial (1934), de Benito Perojo, a la que seguiran Nuestra Natacha (1936), amb el mateix director, i Las cinco advertencias de Satanás (1938), d'Isidro Socías. Després de participar en ¡Caín!, l'obra inacabada que Santiago Ontañón va filmar en plena guerra civil, Pastora rodarà un parell de films en estudis italians. En la dècada de 1940 participarà en quasi una desena de produccions espanyoles on sempre representà el paper de dona melancòlica. A partir d'aquí les seves aparicions al cinema seran de manera puntual, tornarà per col·laborar amb directors com ara Ladislao Vajda, Rafael Gil o Pedro Lazaga.
L'activitat teatral de Pastora va ser molt intensa, fins que es va retirar dels escenaris l'any 1996. Entre d'altres, va interpretar obres de Jacinto Benavente, José López Rubio, José María Pemán, o Valle-Inclán.
Va estar casada amb el torero Pepe Bienvenida, amb qui va tenir una filla, la també actriu Pastora Mejías Peña.

## Filmografia
- Crisis mundial (1934), de Benito Perojo.
- Nuestra Natacha (1936), de Benito Perojo.
- Las cinco advertencias de Satanás (1938), d'Isidro Socías.
- L'uomo della legione (1940), de Romolo Marcellini.
- Il peccato di Rogelia Sanchez (1940), de Carlo Borghesio.
- Santa Rogelia (1940), de Roberto de Ribón.
- Pepe Conde (1941), de José López Rubio.
- Porque te vi llorar (1941), de Juan de Orduña.
- Fortunato (1942), de Fernando Delgado.
- Flora y Mariana (1942), de José Buchs.
- El frente de los suspiros (1942), de Juan de Orduña.
- Lecciones de buen amor (1944), de Rafael Gil.
- El huésped de las tinieblas (1948), d'Antonio del Amo.
- Una noche en blanco (1949), de Fernando Alonso Casares.
- Mi tío Jacinto (1956), de Ladislao Vajda.
- La mujer de otro (1967), de Rafael Gil.
- Los chicos del Preu (1967), de Pedro Lazaga.
- Una monja y un Don Juan (1973), de Mariano Ozores.

## Teatre (selecció)
- Los andrajos de la púrpura (1947), de Jacinto Benavente. Amb la producció de María Palou.
- El cóndor sin alas (1951), de Juan Ignacio Luca de Tena. Amb la producció de Rafael Rivelles.
- Callados como muertos (1952), de José María Pemán. Amb la producció del Teatre Lara.
- La mariposa y el ingeniero (1953), de Joaquín Calvo Sotelo. Amb la producció del Teatre Lara.
- Malvaloca (1953), de Serafín Álvarez Quintero i Joaquín Álvarez Quintero. Amb la producció del Teatre Lara.
- César y Cleopatra (1959), de George Bernard Shaw. Amb la producció de Fernando Granada i Pastora Peña.
- Falta de pruebas (1964), de Jaume Salom. Amb la producció d'Alejandro Ulloa.
- Panorama desde el puente (1965) d'Arthur Miller. Amb la producció de Teatro de Arte.
- Mariana Pineda (1967), de Federico García Lorca. Amb la producció de María Dolores Pradera.
- Una visita inmoral o la hija de los embajadores (1975), de Torcuato Luca de Tena. Amb la producció d'Arturo Serrano.
- Don Juan Tenorio (1977), de José Zorrilla. Amb la producció d'Elisa Ramírez.
- Enseñar a un sinvergüenza (1995), d'Alfonso Paso. Amb la producció de Pepe Rubio.
- El embrujado (1996), de Ramón María del Valle-Inclán. Amb la producció d'Espectáculos 95.